# Herlitzka
Herlitzka är en ort i Argentina.   Den ligger i provinsen Corrientes, i den nordöstra delen av landet, 800 km norr om huvudstaden Buenos Aires. Herlitzka ligger 66 meter över havet och antalet invånare är 1 166.
Terrängen runt Herlitzka är mycket platt. Runt Herlitzka är det mycket glesbefolkat, med 6 invånare per kvadratkilometer..
Trakten runt Herlitzka består i huvudsak av gräsmarker.